# Nokia 6280
Nokia 6280 – telefon komórkowy produkowany przez firmę Nokia, działający w sieci GSM 900/1800/1900 oraz UMTS.

## Dane techniczne
- Wyświetlacz: TFT, 262144 kol.
- Wymiary wyświetlacza: 240 × 320 pikseli
- Waga: 115 g
- Wymiary: 46.0 × 99.9 x 21.0 mm

### Maksymalny czas czuwania
- 200 godz. (8 dni i 8 godz)

### Maksymalny czas rozmowy
- 300 min.

## Dodatkowe
- Karta pamięci: miniSD, 64 MB
- Radio FM
- IRDA
- Bluetooth
- MP3
- Java
- WAP
- GPRS
- UMTS
- Wideokonferencja

### Aparat cyfrowy
- Rozdzielczość 2 MPx (1600 × 1200 pikseli)
- Zoom cyfrowy ośmiokrotny
- Lampa błyskowa
- Nagrywanie filmów – 640 x 480